# Остинский симфонический оркестр
Остинский симфонический оркестр является старейшим музыкальным коллективом в Остине, функционирующим с 1911 года. В состав оркестра входит более 90 музыкантов, пост дирижёра с 1997 года занимает Питер Бэй.
Первый концерт коллектива прошёл 25 апреля 1911 года. Изначально в состав оркестра входило 28 музыкантов и дирижёр Ханс Хартан, работавших бесплатно. Первым профессиональным дирижёром оркестра стал Эзра Рахлин в 1948 году. Тогда же начались регулярные концертные серии оркестра. Рахлин занимал пост дирижёра 21 год, до 1969 года.
В 1948 году Рахлин организовал первый в мире концерт под открытым небом, который можно было слушать из автомобиля, а в 1951 году был проведён первый детский концерт.
Всего с 1948 года оркестром управляло 7 дирижёров: Эзра Рахлин, Морис Пересс, Лоренс Смит, Уолтер Дюклу, Акира Эндо, Сунг Куак и Питер Бэй.
Гала-концерт, посвящённый столетию оркестра, прошёл 28 апреля 2011 года. Приглашённым гостем на концерте выступил скрипач Ицхак Перлман, а одной из композиций, исполненных оркестром, стал «Египетский балет» Александра Луиджини. Это произведение также исполнялось на самом первом концерте оркестра в 1911 году.
Регулярные концерты оркестр даёт в зале Делл центра исполнительских видов искусства Лонг, располагающегося в центре Остина.